# Міжнародні стандарти аудиту
Міжнародні стандарти аудиту (МСА) (англ. International Standards on Auditing (ISA)) повна назва Міжнародні стандарти контролю якості, аудиту, огляду, іншого надання впевненості та супутніх послуг — міжнародні професійні стандарти для здійснення аудиторської діяльності. Вони видаються Міжнародною федерацією бухгалтерів через Раду з Міжнародних стандартів аудиту та надання впевненості.
Призначення стандартів полягає у забезпеченні:
- високого рівня гарантій щодо якості аудиторських послуг;
- високого іміджу професії аудитора;
- взаємозв’язку між окремими елементами та процесами аудиторського циклу;
- розв'язання спірних питань між аудиторами та замовниками їх послуг, встановлення рівня відповідальності аудиторів;
- розуміння користувачів аудиторської інформації процесу аудиторської перевірки

## Структура стандартів

### 200—299 Загальні принципи та відповідальність
- МСА 200 «Загальні цілі незалежного аудитора та проведення аудиту відповідно до Міжнародних стандартів аудиту
- МСА 210 « Узгодження умов виконання завдань з аудиту
- МСА 220 «Контроль якості аудиту фінансової звітності
- МСА 230 « Аудиторська документація
- МСА 240 « Відповідальність аудитора, що стосується шахрайства, при аудиті фінансової звітності»
- МСА 250 «Розгляд законодавчих та нормативних актів при аудиті фінансової звітності»
- МСА 260 «Повідомлення інформації з питань аудиту тим, кого наділено найвищими повноваженнями»
- МСА 265 « Повідомлення інформації про недоліки внутрішнього контролю тим, кого наділено найвищими повноваженнями, та управлінському персоналу»

### 300—499 Оцінка ризиків та дії у відповідь на оцінені ризики
- МСА 300 « Планування аудиту фінансової звітності»
- МСА 315 « Ідентифікація та оцінка ризиків суттєвих викривлень через розуміння суб’єкта господарювання і його середовища»
- МСА 320 «Суттєвість при плануванні та проведенні аудиту»
- МСА 330 «Дії аудитора у відповідь на оцінені ризики»
- МСА 402 «Аудиторські міркування стосовно суб’єктів господарювання, які звертаються до організацій, що надають послуги»
- МСА 450 «Оцінка викривлень, ідентифікованих під час аудиту»

### 500—599 Аудиторські докази
- МСА 500 «Аудиторські докази»
- МСА 501 «Аудиторські докази — додаткові міркування щодо відібраних елементів»
- МСА 505 «Зовнішні підтвердження»
- МСА 510 «Перші завдання з аудиту — залишки на початок періоду»
- МСА 520 « Аналітичні процедури»
- МСА 530 «Аудиторська вибірка»
- МСА 540 «Аудит облікових оцінок, у тому числі облікових оцінок за справедливою вартістю, та пов’язані з ними розкриття інформації»
- МСА 550 « Пов’язані сторони»
- МСА 560 «Подальші події»
- МСА 570 «Безперервність»
- МСА 580 «Письмові запевнення»

### 600—699 Використання роботи інших фахівців
- МСА 600 «Особливі міркування — аудити фінансової звітності групи (включаючи роботу аудиторів компонентів)»
- МСА 610 «Використання роботи внутрішніх аудиторів»
- МСА 620 «Використання роботи експерта аудитора»

### 700—799 Аудиторські висновки та звітність
- МСА 700 «Формулювання думки та надання звіту щодо фінансової звітності»
- МСА 705 «Модифікації думки у звіті незалежного аудитора»
- МСА 706 «Пояснювальні параграфи та параграфи з інших питань у звіті незалежного аудитора»
- МСА 710 «Порівняльна інформація — відповідні показники і порівняльна фінансова звітність»
- МСА 720 «Відповідальність аудитора щодо іншої інформації в документах, що містять перевірену аудитором фінансову звітність»

### 800—899 Спеціалізовані сфери
- МСА 800 «Особливі міркування — аудити фінансової звітності, складеної відповідно до концептуальних основ спеціального призначення»
- МСА 805 «Особливі міркування — аудити окремих фінансових звітів та певних елементів, рахунків або статей фінансового звіту»
- МСА 810 «Завдання з надання звіту щодо узагальненої фінансової звітності»